# Уэлш, Луиза
Луиза Уэлш (Louise Welsh) — британская писательница, автор рассказов и романов. В настоящий момент проживает в Глазго, Шотландия. Уэлш изучала историю в университете Глазго и торговала подержанными книгами в течение нескольких лет прежде, чем издать свой первый роман.
Дебютный роман Луизы Уэлш «Студия Пыток» («The Cutting Room») (2002) был номинирован на несколько литературных премий включая Orange Prize for Fiction 2003. Уэлш получила за него Кинжал (и 1000 фунтов) от Ассоциации писателей-криминалистов, как за лучший дебютный криминальный роман.
Второй основной ей работой стала новелла «Тамерлан должен умереть» («Tamburlaine Must Die») (2004), в которой подробно излагается вымышленная авторская версия последних нескольких дней жизни английского поэта и драматурга (его пьеса Тамерлан (Tamburlaine) вышла около 1587) 16-го столетия Кристофера Марло.
Действие её третьего романа «Берлинский фокус» («The Bullet Trick») (2006) происходит в Берлине, Лондоне и Глазго. Повествование ведётся от лица фокусника и волшебника Уильяма Уилсона.
Её четвёртый роман, «Naming the Bones» был издан Canongate Books в марте 2010.
В 2009, она пожертвовала рассказ «The Night Highway» проекту «Ox-Tales» Оксфордского комитета помощи голодающим, четырём сборникам британских историй, написанных 38 авторами. Её история была издана в сборнике «Воздух».
По состоянию на декабрь 2010 она писательствует и счастливо поживает в университете Глазго.